# كونغرس الولايات المتحدة الثالث عشر بعد المائة

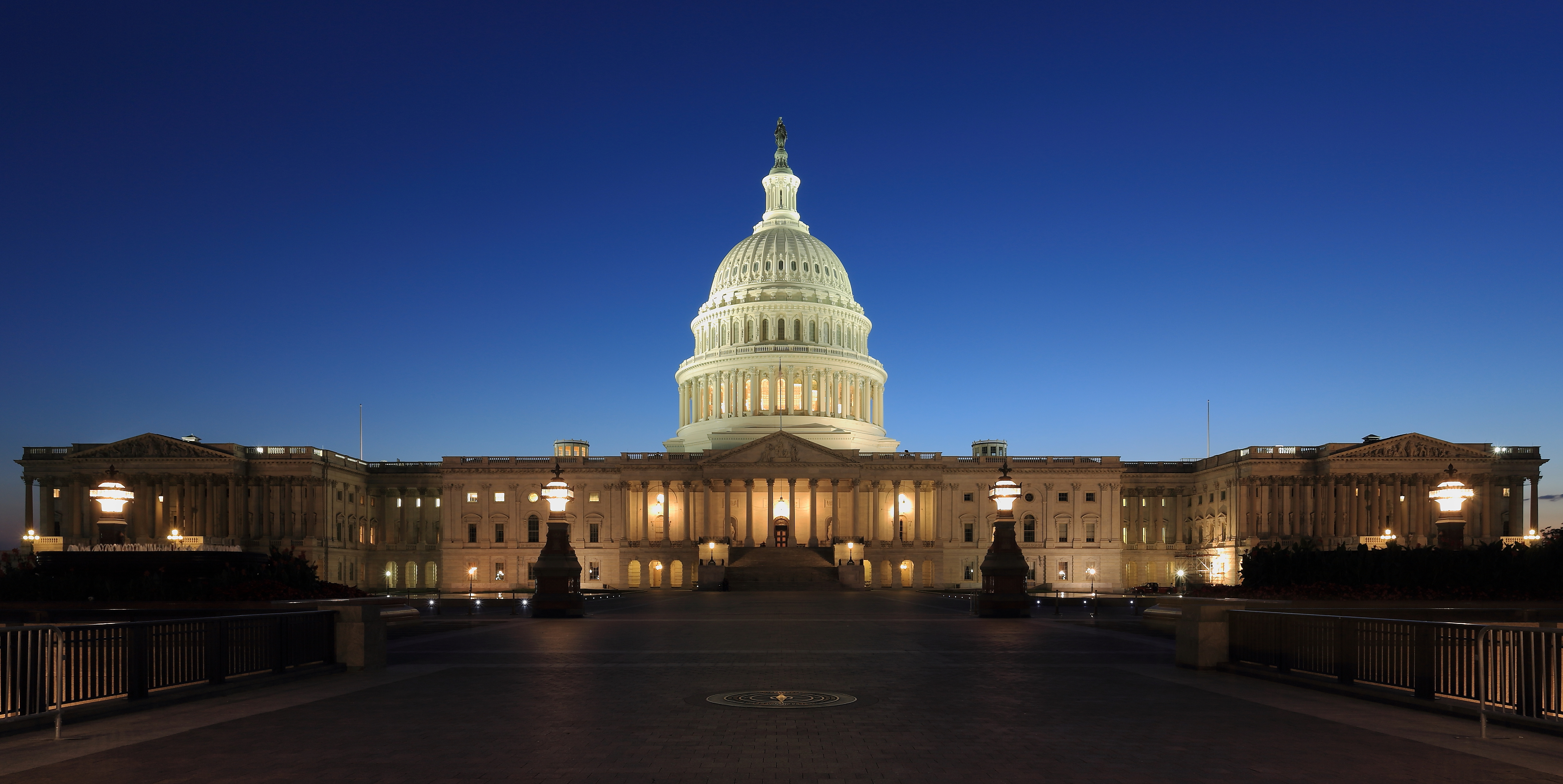
مبنى الكونغرس الأمريكي عند الغسق كما يُرى من الجانب الشرقي

الكونغرس الأمريكي الـ113 هو اجتماع للفرع التشريعي للحكومة الفيدرالية الأمريكية، من 3 يناير 2013، إلى 3 يناير 2015، خلال السنوات الخامسة والسادسة من رئاسة باراك أوباما. كان يتألف من مجلس الشيوخ الأمريكي ومجلس النواب الأمريكي استنادًا إلى نتائج انتخابات مجلس الشيوخ في عام 2012 وانتخابات مجلس النواب في عام 2012. وُزعت المقاعد في مجلس النواب استنادًا إلى تعداد الولايات المتحدة في عام 2010. اجتمع للمرة الأولى في واشنطن العاصمة في 3 يناير 2013، وانتهى في 3 يناير 2015. كانت الفترة النيابية لأعضاء مجلس الشيوخ الذين انتخبوا لولاية عادية في عام 2008 خلال السنتين الأخيرتين من تلك الولايات خلال هذا الكونغرس.
كان لدى مجلس الشيوخ أغلبية ديمقراطية، بينما كانت الأغلبية جمهورية في مجلس النواب، ولم يتكرر هذا التوزيع حتى الكونغرس الـ118. كانت هذه آخر مرة يسيطر فيها الديمقراطيون على مجلس الشيوخ حتى الكونغرس الـ117 في عام 2021.